# Jan Kokoszka
Jan Kokoszka (ur. 13 lutego 1947 w Świlczy) – polski bokser, czterokrotny mistrz Polski.

## Życiorys
Zdobył mistrzostwo Polski w wadze koguciej (do 54 kg) w 1970, 1971 i 1972 oraz w wadze piórkowej (do 57 kg) w 1974. Dwa razy był brązowym medalistą w wadze koguciej w 1968 i 1969.
W latach 1969–1973 siedem razy wystąpił w reprezentacji Polski, odnosząc trzy zwycięstwa i ponosząc cztery porażki.
Zwyciężył w Turnieju Przedolimpijskim Polskiego Związku Bokserskiego i Trybuny Ludu w 1967 w wadze muszej (do 51 kg). W 1972 zwyciężył w wadze koguciej w turnieju „Czarne Diamenty”.